# Cerrophidion sasai
Espèce
Cerrophidion sasai est une espèce de serpents de la famille des Viperidae. 

## Répartition
Cette espèce se rencontre au Costa Rica et au Panama.

## Étymologie
Cette espèce est nommée en l'honneur de Mahmood Sasa Marín.

## Publication originale
- Jadin, Townsend, Castoe & Campbell, 2012 : Cryptic diversity in disjunct populations of Middle American Montane Pitvipers: a systematic reassessment of Cerrophidion godmani. Zoologica Scripta (texte intégral).